# دعسوقة ذات اثنتان وعشرون نقطة
دعسوقة ذات اثنتان وعشرون نقطة (بالإنجليزية: 22-spot ladybird) (الاسم العلمي: Psyllobora vigintiduopunctata) احيانًا يختصر الى (Psyllobora 22-punctata) هي نوع شائع من فصيلة الدعسوقيات تتبع جنس الدعسوقيات البرغوثية موطنها الأصلي أوروبا، وتتغذى على الفطريات الدقيقة والعفن.

## نظرة عامة
تم اكتشافها للمرة الأولى في ألمانيا سنة 1874 على أوراق نبات القتاد، تتميز عن دعسوقيات جنس (Coccinella) الأكثر شيوعًا بأن غمد أجنحتها أصفر اللون مع 22 نقطة سوداء ومنطقة الصدر تكون بيضاء أو صفراء مع 5 نقاط سوداء، يرقات وعذارى هذا النوع تتميز بأن لها نفس النمط اللوني للبالغات مما يجعل تمييزها خلال مراحل نموها أسهل مقارنةً بالانواع الأخرى.
أشير إليها بداية بالإسم العلمي (Thea vigintiduopunctata) لكن تم تغيره لاحقًا الى الاسم الحالي.
بخلاف الدعسوقيات الأخرى التي تتغذى على حشرات المن، فإن الدعسوقة ذات 22 نقطة تتغذى بشكل أساسي على العفن النباتي وبشكل خاص عفن نباتات الفصيلة الخيمية.
يمكن إيجاد أفراد هذا النوع على النباتات المنخفضة والأغصان السفلية للشجيرات الصغيرة، كما توجد في الغابات وبعض المناطق الساحلية، خلال مسح علمي بين عامي 1960-1965 في جنوب شرق كازاخستان عُثر على تجمعات تضم ما يقارب 500 فرد منها متجمعة معًا لقضاء فصل الشتاء على نثار الاوراق أسفل جذوع أشجار البتولا والزعرور والتفاح البري، هذه الحالات وجدت على بين 1000 و2000 متر عن سطح البحر.
يحتوي اللمف الدموي لهذا النوع من الحشرات مركب قلويد ثنائي جديد بخصائص بنيوية فريدة أطلق عليه إسم (Psylloborine A)، يفتح الباب لدراسة آليات الدفاع الكيميائية المعقدة والتكيفيات التطورية.

## الثقافة الشعبية

### طوابع بريدية
ظهرت الدعسوقة ذات 22 نقطة على طوابع عدد من البلدان حول العالم تتضمن:
- جيرزي 2008، ظهرت الحشرة على أحد 6 طوابع تتضمن رسوم عن "الحشرات" بإسمها العلمي القديم (Thea vigintiduopunctata) من تصميم "دبليو أوليفر".[9]
- بيلاروسيا 2015، صدر طابع لها ضمن مجموعة من 4 طوابع عن الدعسوقيات (يشار للمجموعة بإسم "خنافس 2015")، من تصميم "مارينا فيتكوفسكايا" و"أليكسندر ميتيانين".[10]
- سلوفينيا 2017، صدر لها طابع ضمن مجموع من ثلاث طوابع عن الدعسوقيات من تصميم "روبرت زفوكليج".[11]
- الهند 2017، وضعت صورتها على طابع من فئة 15 روبية هندية ضمن مجموع من أربعة طوابع عن "خنافس الدعسوقيات في الهند".[12]
- هولندا 2018، صدر لها طابع ضمن سلسلة "الطبيعة" ضمن بانل من 10 طوابع عن الحشرات والعناكب، من تصميم "فرانك يانس".[13]
- رومانيا 2024، وضع صورة فوتوغرافية لها على طابع من فئة 5 ليو روماني ضمن مجموعة من أربعة طوابع عن الدعسوقيات من تصميم "جورج أورساتشي".[14]

## معرض الصور

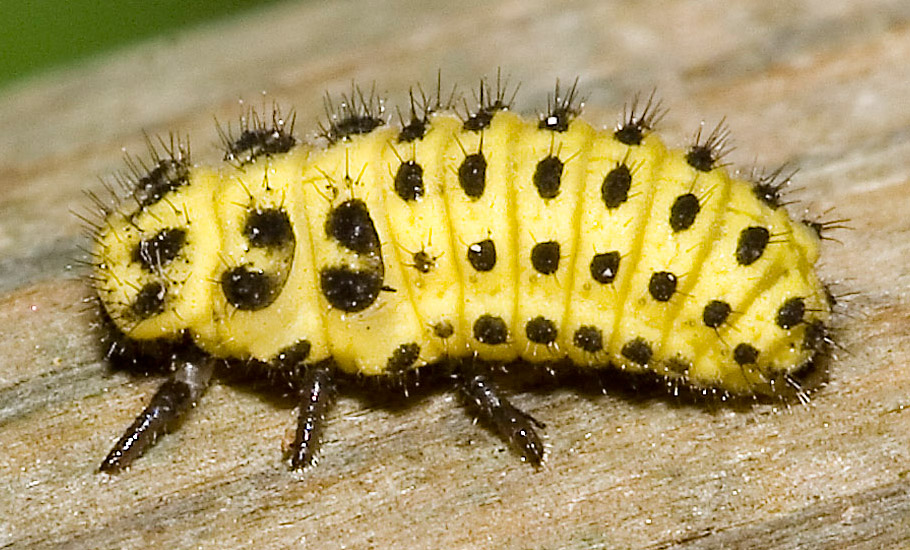
يرقة الدعسوقة ذات 22 نقطة.
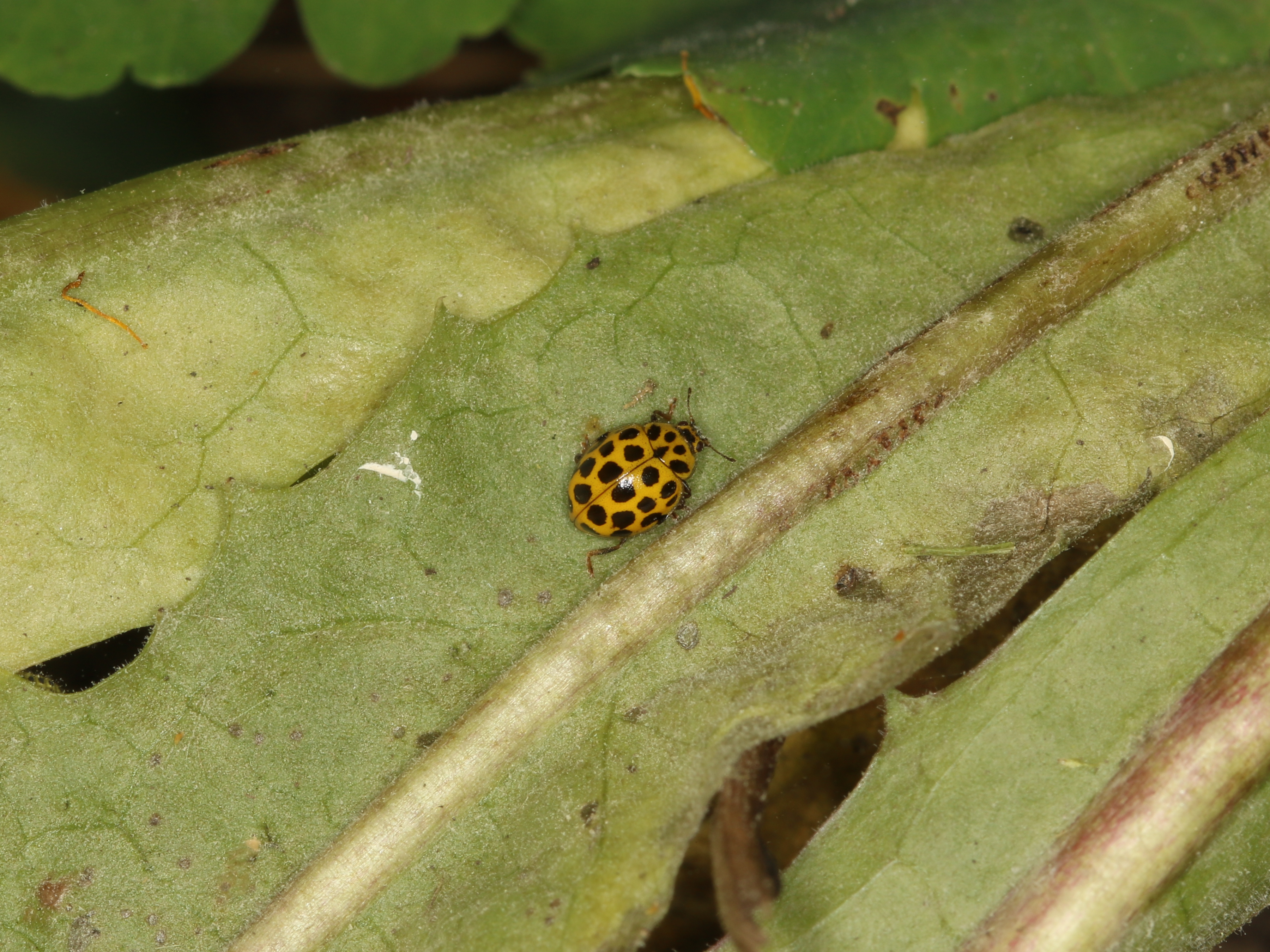
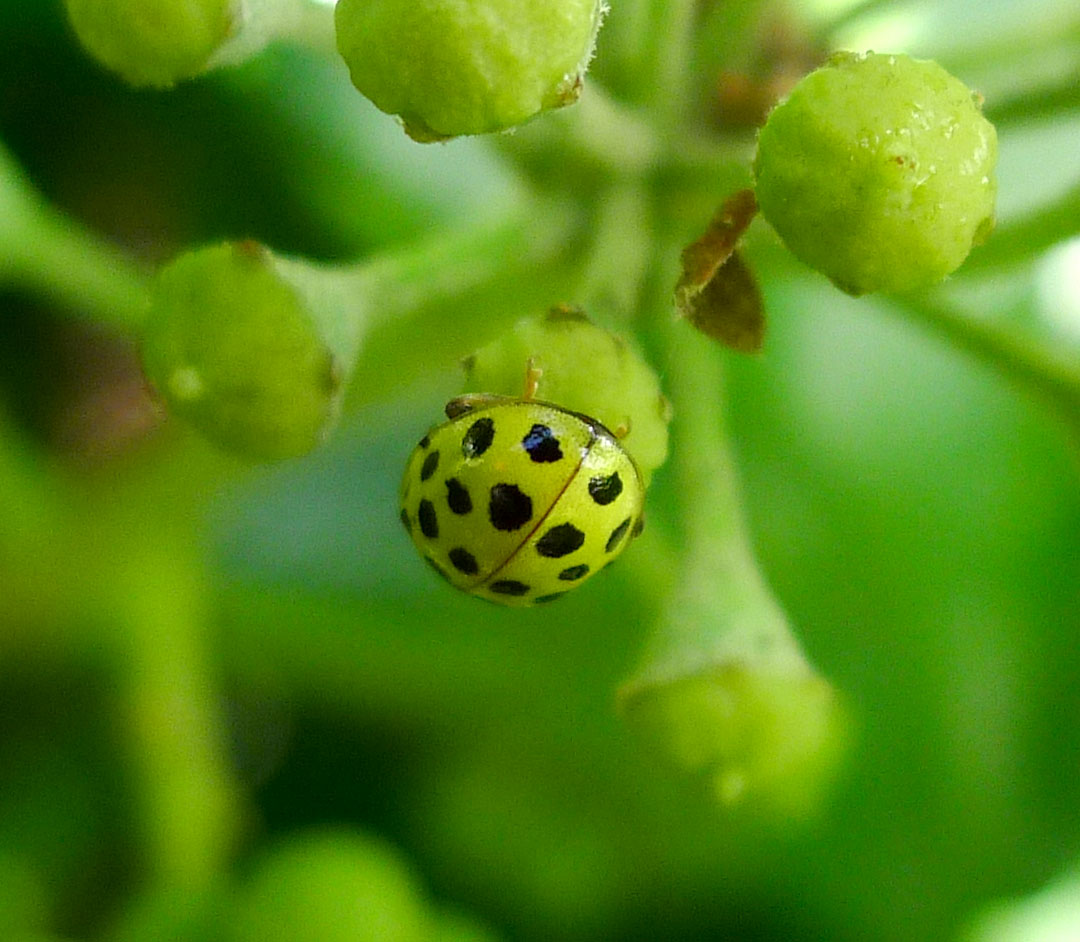
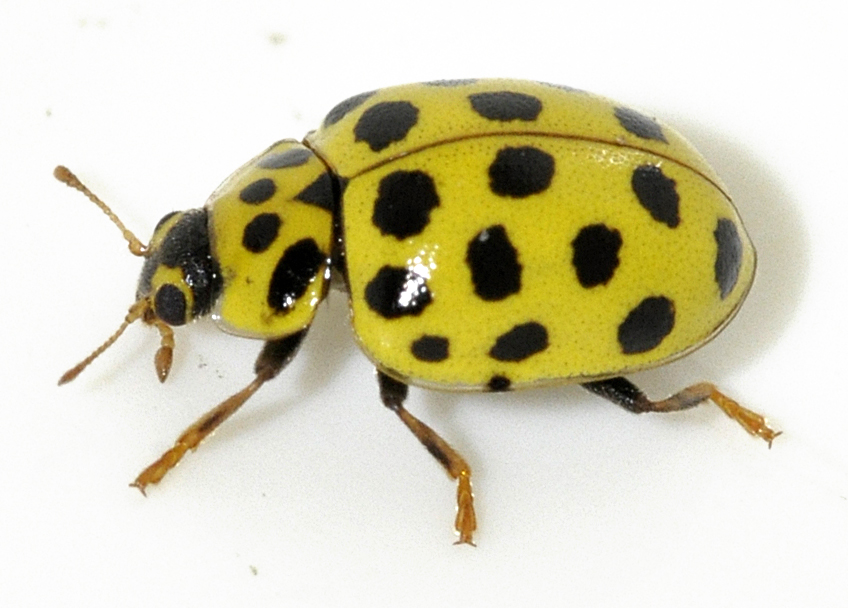
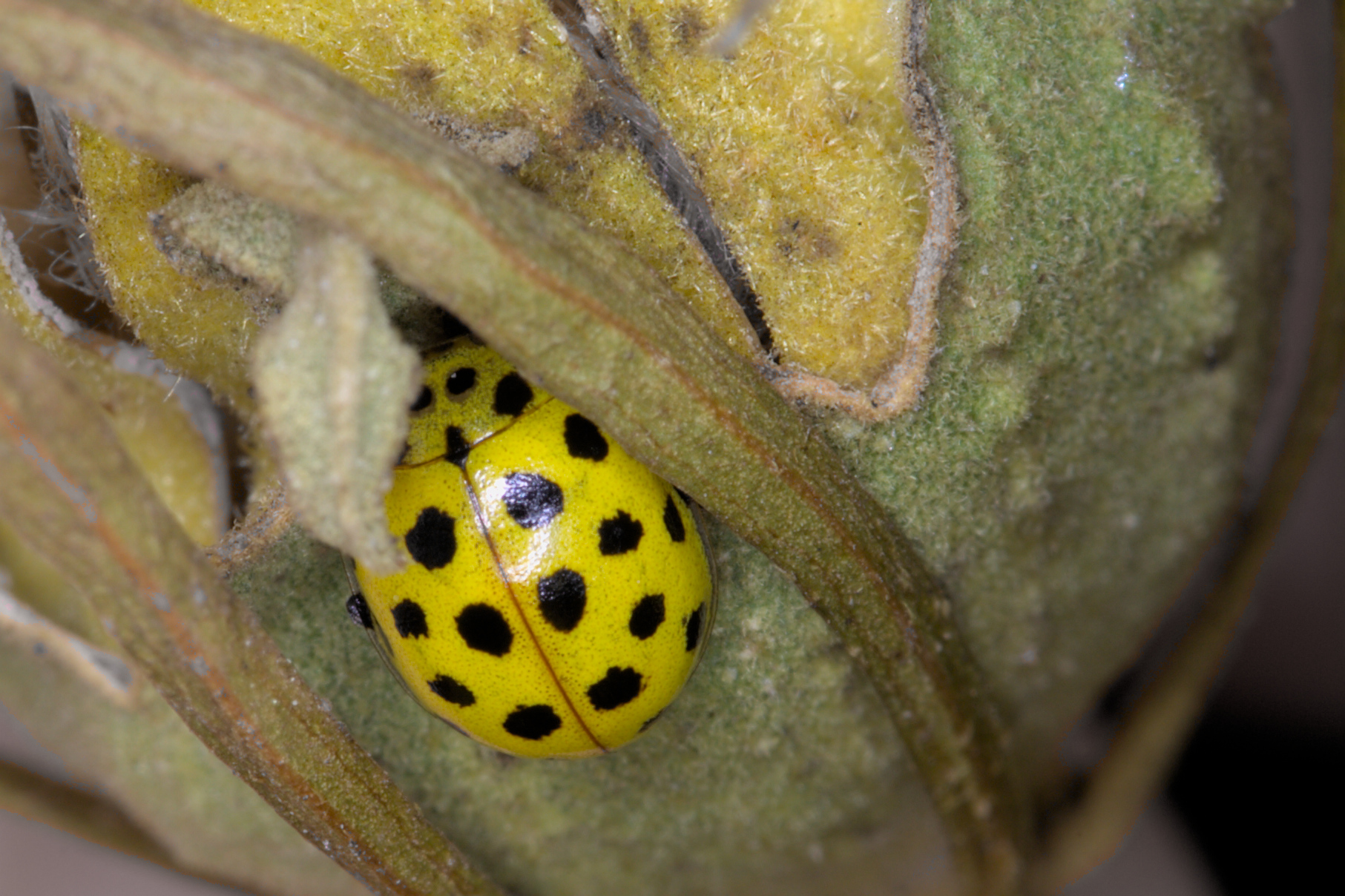

- مقطع قصير للدعسوقة ذات 22 نقطة على النباتات في ألمانيا.

## طالع أيضًا
- دعسوقيات
- دعسوقيات برغوثية
- دعسوقة ذات سبع نقاط
- دعسوقة ذات إحدى عشر نقاط